# Comuna Hørsholm
Hørsholm (Hørsholm Kommune) este o comună din regiunea Hovedstaden, Danemarca, cu o suprafață totală de 31,31 km² și o populație de 24.385 de locuitori (2011).